# 巴比耶尔
巴比耶尔（Babiyal），是印度哈里亚纳邦Ambala县的一个城镇。总人口21650（2001年）。

## 人口
该地2001年总人口21650人，其中男性11338人，女性10312人；0—6岁人口2639人，其中男1426人，女1213人；识字率73.47%，其中男性为78.09%，女性为68.40%。